# Telebasis garrisoni
Telebasis garrisoni är en trollsländeart som beskrevs av Bick 1995. Telebasis garrisoni ingår i släktet Telebasis och familjen dammflicksländor. Inga underarter finns listade i Catalogue of Life.